# Václav Veverka (poslanec)
Václav Veverka (25. listopadu 1856 Kosoř – 14. listopadu 1924 Praha) byl československý politik a meziválečný poslanec Národního shromáždění.

## Biografie
Vyučil se obuvníkem. Jako mladý tovaryš se samostudiem dál vzdělával. V 70. letech 19. století se stal samostatným živnostníkem v Praze. angažoval se v pražské Živnostensko-řemeslnické besedě. Prosazoval modernizaci a rozvoj živnostenských škol v Praze a okolí. Podílel se na pořádání obuvnických kurzů v rámci řemeslnických přednášek pořádaných Technologickým muzeem. Napsal odborný spis o obuvnictví. Koncem 19. století byl vládou jmenován asistentem obuvnického instruktora pro živnostenská společenstva. Funkci zastával téměř dvacet let.
Podle údajů k roku 1920 byl profesí mistrem obuvnickým a ředitelem pokračovací školy v Praze. V roce 1924 se uvádí jako ředitel pokračovací školy v Praze II a člen výboru živnostenských škol v Čechách.
Do roku 1918 byl členem staročeské strany. Téhož roku se připojil k České státoprávní demokracii a později z ní vzešlé Československé národní demokracii. Byl aktivní v zemské živnostensko-obchodnické organizaci národních demokratů, později byl jejím předsedou. V roce 1919 byl vyslán jako referent na první živnostensko-obchodnickou schůzi na Slovensko, do Žiliny.
V parlamentních volbách v roce 1920 získal za Československou národní demokracii poslanecké křeslo v Národním shromáždění za Československou stranu socialistickou. Na mandát ale roku 1924 rezignoval a krátce nato zemřel. Jako náhradník poté nastoupil František Samek.
Zemřel v listopadu 1924 po dlouhé a těžké chorobě.